# Ostra psychoza międzynapadowa
Ostra psychoza międzynapadowa (ang. acute interictal psychosis) – rodzaj psychozy związanej z padaczką.
Różne źródła w zależności od ogniska podają różne częstości występowania ostrej psychozy międzynapadowej. Wyniki te zawierają się w przedziale od 14 do 44%. Częściej zdają się występować one w padaczce skroniowej, jednakże badania dotyczące związków pomiędzy występowaniem objawów psychotycznych w padaczce nie dały spójnych rezultatów. Do czynników ryzyka psychoz międzynapadowych zaliczają się płeć żeńska, pierwszy napad padaczkowy w wieku pomiędzy 5 a 10 rokiem życie, okres po tym napadzie od 11 do 15 lat, lokalizacja ogniska padaczkowego w płacie skroniowym, napady częściowe złożone dobrze kontrolowane, występowanie glejaków bądź potworniaków w płacie skroniowym mózgu.
W przeciwieństwie do stanowiącej rodzaj napadu psychozy padaczkowej ostra psychoza międzynapadowa nie ma bezpośredniego związku czasowego z napadami padaczkowymi.
Do objawów ostrej psychozy międzynapadowej należą objawy wytwórcze takie, jak urojenia paranoidalne czy też omamy słuchowe. Oprócz nich obserwuje się również objawy afektywne.
Wbrew nazwie ostra psychoza międzynapadowa może trwać nie tylko krótko, ale także przewlekle. Najkrócej trwa ona kilka dni, może też trwać kilka tygodni.
Ostrą psychozę międzynapadową różnicuje się z psychozą ponapadową, odróżnienie tych dwóch różnych organicznych zaburzeń psychotycznych przedstawia trudności. Około 14% pacjentów z psychozą ponapadową może z czasem rozwinąć objawy psychozy międzynapadowej.